# 佐伯茜
佐伯 茜（さえき あかね、1976年4月14日 - ）は、日本の漫画家。北海道出身。血液型A型。デビュー作は『ルナ -天使の魔法使い-』。

## 略歴
1991年第27回りぼん新人漫画賞において、投稿7作目である「ルナ-天使の魔法使い-」が14歳で佳作を受賞。この作品がデビュー作として『りぼんオリジナル』に掲載された。しかし、早熟の割に発表した作品は少なく、2004年を最後に漫画家としての活動をやめ、その後はネイリストに転業している（本人のブログより）。

## 作品リスト
全て集英社、りぼんマスコットコミックスから刊行されている。

### 単行本
- 花の降る日に（1993年5月19日発行、ISBN 4-08-853666-5）
  - 花の降る日に（『りぼん』1993年2月号）
  - 貴方がいる宇宙で（『りぼん』1992年2月号別冊ふろく）
  - あの雲が消えるとき（『りぼんオリジナル』1992年夏の号）
  - 雨あがりの恋模様（『りぼんオリジナル』1991年初夏の号）
  - ルナ-天使の魔法使い-（『りぼんオリジナル』1991年早春の号、デビュー作）
  - カーテンコール（描きおろし）
- ファインダーの向こう側（1998年4月20日発行、ISBN 4-08-856077-9）
  - ファインダーの向こう側（『りぼんオリジナル』1997年12月号）
  - 瞳に伝えて（『りぼん』1995年秋のびっくり大増刊号）
  - ひとりぼっちの夜に（『りぼんオリジナル』1993年12月号）
  - ティーンズティアーズ（『りぼんオリジナル』1993年4月号）
  - カーテンコール（描きおろし）

### アンソロジー
- りぼん新人まんが傑作集 10 7つのシンフォニー[2]（1992年4月20日発行、ISBN 4-08-853609-6）
  - ルナ-天使の魔法使い-（『りぼんオリジナル』1991年早春の号、デビュー作）

### 単行本未収録作品
- ミントなカンケイ（『りぼん』1997年早春のびっくり大増刊号）
- 目覚めたヴィーナス（『りぼん』1998年初夏のびっくり大増刊号）
- 最後の迷宮 -ラスト･ラビリンス-（『りぼん』1998年夏休みおたのしみ増刊号）
- BE MY バレンタイン（『りぼん』1999年早春のびっくり大増刊号）
- リトルガーデン[3]（1999年、未発表[4]）
- ヴァージン･ブリーズ（『Cookie BOX』2001年秋号）
- 週末はバカンス（『Cookie BOX』2002年初夏号）
- LAST LOVER（『Cookie BOX』2004年初夏号）